# الحزان (وشحة)

تعديل مصدري - تعديل

الحزان هي إحدى قرى عزلة ضاعن بمديرية وشحة التابعة لمحافظة حجة، بلغ تعداد سكانها 546 نسمة حسب تعداد اليمن لعام 2004.